# Kinloch Laggan

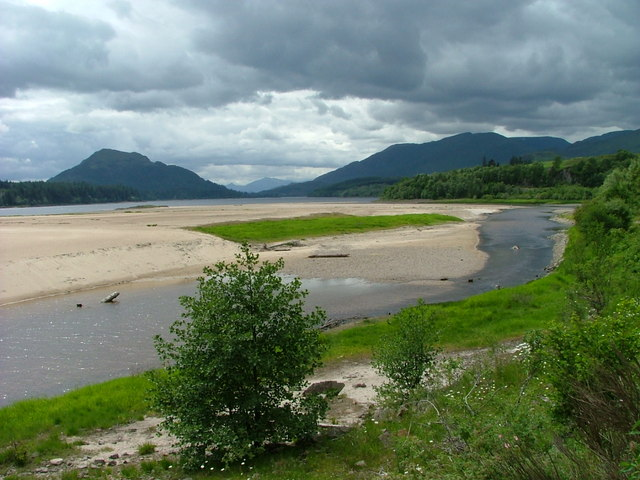
Strand am See, in der Nähe des Ortes

Kinloch Laggan ist eine kleine Ortschaft, die im Norden von Schottland zwischen Perth im Südosten und Inverness im Norden in der Council Area Highland liegt. Im Rahmen der historischen Gliederung Schottlands in Civil Parishes zählt es zu Laggan, das zu Perthshire gehörte.

## Geographie
Kinloch Laggan liegt im ländlichen Raum, etwas erhöht über den Ufern des Flusses River Pattack, unmittelbar vor der Mündung in den See Loch Laggan.

## Historisches
Im Ort steht der Kalkofen von Kinloch Laggan. Es wurde 1979 als Listed Building der Kategorie C ausgewiesen und damit unter Denkmalschutz gestellt. In der unmittelbaren Nähe findet sich die Ruine der mittelalterlichen Kirche St Kenneth’s Church. Sie wurde 1993, gemeinsam mit einem dort stehenden Cross Slab, als Scheduled Monument klassifiziert.